# Journal of Chemical Ecology
Das Journal of Chemical Ecology (nach ISO 4-Standard in Literaturzitaten mit J. Chem. Ecol. abgekürzt) ist eine wissenschaftliche Zeitschrift mit Peer Review, die seit 1975 von Springer Science+Business Media veröffentlicht wird. Ziel dieser monatlichen Zeitschrift ist es, Forschungsartikel zur chemischen Ökologie zu publizieren.

## Inhalt
Das Journal of Chemical Ecology fördert ein ökologisches Verständnis des Ursprungs, der Funktion und der Bedeutung natürlicher Chemikalien, die Wechselwirkungen innerhalb und zwischen Organismen vermitteln. Solche Wechselwirkungen, die oft für die Anpassung wichtig sind, stellen die ältesten Kommunikationssysteme in terrestrischen und aquatischen Umgebungen dar.
Veröffentlicht werden Artikel über Originalforschung und Rezensionen zu den biologischen und chemischen Aspekten der Ökologie.
Es ist offizielles Journal der International Society of Chemical Ecology (ISCE), der Asia-Pacific Association of Chemical Ecologists (APACE) und der Latin American Association of Chemical Ecology (ALAEQ).